# Miss France 1974
Miss France 1974 est la 44e élection de Miss France. Elle a lieu au Grand-Hôtel à Paris le  29 décembre 1973.
Edna Tepava, Miss Tahiti 1973 remporte le titre et succède à Isabelle Krumacker, Miss France 1973. Elle est la première Polynésienne élue Miss France.

## Déroulement
Le 29 décembre 1973, l'élection de Miss France 1974 a lieu au Grand-Hôtel[Lequel ?], à Paris.

## Classement final
Edna Tepava est la première Miss Tahiti élue Miss France.
| Résultat         | Candidate         | Région              |
| ---------------- | ----------------- | ------------------- |
| Miss France 1974 | Edna Tepava       | Miss Tahiti         |
| 1re dauphine     | Josiane Bouffeni  | Miss Val-de-Marne   |
| 2e dauphine      | Martine Calzavera | Miss Lot-et-Garonne |
| 3e dauphine      | Nadia Kouhen      | Miss Flandres       |
| 4e dauphine      |                   | Miss Bretagne       |
| 5e dauphine      | Brigitte Flayac   | Miss Arcachon       |
| 6e dauphine      |                   | Miss Pays de Loire  |

## Candidates
Edna Tepava a 18 ans. Ses mensurations sont : 86 cm de tour de poitrine, 65 cm de tour de taille et 87 cm de hanches pour 1,69 m[réf. souhaitée].
En 2020, un reportage présentant Miss Flandres, Nadia Kouhen, est diffusé. On y a apprend qu'elle mesure 1,74 m et qu'elle est originaire de Grande-Synthe.